# نيكولاي كوستوف
نيكولاي كوستوف (بالبلغارية: Николай Костов)‏ هو لاعب كرة قدم ومدرب كرة قدم بلغاري في مركز الوسط، ولد في 2 يوليو 1963 في دوبريتش في بلغاريا. لعب مع أنورثوسيس فاماغوستا وسلافيا صوفيا وليفسكي صوفيا ونادي بوتيف بلوفديف ونادي دوبرودزا دوبريتش.

## وصلات خارجية
- نيكولاي كوستوف على موقع قاعدة بيانات كرة القدم.إي يو (الإنجليزية)
- نيكولاي كوستوف على موقع Soccerway.com (الإنجليزية)
- نيكولاي كوستوف على موقع عالم كرة القدم.نت (الإنجليزية)